# Mortal Kombat: Deception
Mortal Kombat: Deception é um jogo eletrônico de luta de 2004 desenvolvido e publicado pela Midway. É a sexta edição principal da franquia Mortal Kombat e uma sequência direta de Mortal Kombat: Deadly Alliance de 2002. Foi lançado para PlayStation 2 e Xbox em outubro de 2004, GameCube em março de 2005, e posteriormente portado para PlayStation Portable sob o título Mortal Kombat: Unchained em novembro de 2006.
Mortal Kombat: Deception segue diretamente o enredo da quinta edição, Deadly Alliance. Sua história centra-se no renascimento do Rei Dragão Onaga, que tenta conquistar os reinos apresentados na série após derrotar os feiticeiros Quan Chi e Shang Tsung, os principais antagonistas do jogo anterior, e o Deus do Trovão Raiden, defensor de Earthrealm. Os guerreiros sobreviventes dos títulos anteriores unem forças para enfrentar Onaga.
Vinte e seis personagens estão disponíveis no jogo, com nove fazendo sua primeira aparição na série. Deception contém várias novidades na série, como um minijogo de xadrez, um minijogo de puzzle com os personagens de Mortal Kombat e um modo online. O "Modo Konquest" retorna de Deadly Alliance, e segue a vida de Shujinko, um guerreiro de Earthrealm que é enganado por Onaga para procurar artefatos entre os reinos da série. O Modo Konquest de Deception difere muito do Modo Konquest de Deadly Alliance, contendo alguns elementos de aventura e RPG de ação entre a progressão da história. O co-criador da série, Ed Boon, projetou Deception para ser um jogo de luta imprevisível e incluiu novos recursos, como os minijogos, como surpresas. Várias partes de Deadly Alliance, como combos e arenas, foram redesenhadas para serem mais realistas e interativas.
Mortal Kombat: Deception foi bem recebido pelos críticos de videogame, que elogiaram as lutas e os novos recursos. O modo Konquest, no entanto, recebeu críticas por dublagem ruim. Várias publicações de jogos citaram Deception como o melhor jogo de luta de 2004.

## Jogabilidade
Algumas arenas do jogo são semelhantes às de Mortal Kombat: Deadly Alliance, mas incluem novos recursos. Algumas têm armas que podem ser apanhadas e usadas. Outras agora estão se ramificando, o que significa que você pode derrubar o oponente para fora da área de luta em determinados locais e continuar a luta em uma nova área. A maioria dos níveis agora tem Death Traps (armadilhas mortais), semelhante aos Stage Fatalities, porém, matam instantaneamente qualquer jogador que for atingido por elas. Elas geralmente estão marcadas com uma áurea vermelha na arena. O jogo também apresenta o "Combo Breaker", um sistema que permite aos jogadores interromper combos até três vezes por partida. Em contraste com Deadly Alliance, em que os personagens tinham apenas um Fatality, os personagens em Deception têm dois Fatalities e um Hara-kiri, uma finalização suicida. Este último é usado quando a frase "Finish Him/Her" é mostrada na tela e o jogador está prestes a perder.
Deception apresenta dois minijogos que usam personagens de MK, "Chess Kombat" e "Puzzle Kombat". O modo Konquest retorna, mas foi expandido para um jogo de aventura e exploração itinerante com seu próprio enredo.
O "Krypt" retorna de Mortal Kombat: Deadly Alliance e serve como uma interface para acessar conteúdo extra escondido em "koffins" (caixões reais nomeados com erros ortográficos da marca registrada da série). Em Deception, o tamanho da "Krypt" foi reduzido de 676 "koffins" para 400 "koffins". Alguns "koffins" também possuem fechaduras que requerem chaves que só podem ser encontradas no modo Konquest. O "Krypt" em Mortal Kombat: Deception inclui doze personagens bônus (que foram reduzidos para seis personagens na versão GameCube).

### Konquest
O modo de treinamento estilo RPG de ação de Deadly Alliance – chamado "Konquest" – retorna em Deception e é bastante expandido em relação à versão anterior. Situado antes dos eventos do jogo principal, o modo Konquest de Deception explora a história de Shujinko, começando antes de seu treinamento com Bo' Rai Cho e terminando com o início da história principal de Deception. Embora seja principalmente um jogo de aventura, os elementos de jogo de luta normal de Deception ocorrem quando Shujinko encontra um oponente durante a exploração. Dominar os movimentos de cada personagem agora são missões menores, e não é necessário vencer todos eles para concluir o modo de jogo. Em Konquest, um jovem Shujinko conhece Damashi, um ser místico que solicita sua ajuda na coleta de seis itens poderosos, os Kamidogu, para enviar aos Elder Gods. No momento em que ele coleta os seis Kamidogu, Shujinko é um homem velho, tendo passado quarenta e seis anos em sua jornada. No entanto, Damashi é então revelado como o Rei Dragão Onaga, que enganou Shujinko para obter os seis Kamidogu para si. Os jogadores que procuram desbloquear grande parte do conteúdo bônus em Deception são obrigados a jogar no modo Konquest. Mesmo depois de completar o modo, os jogadores podem continuar explorando os mundos para desbloquear itens adicionais.

### Chess Kombat
"Chess Kombat" é um minijogo semelhante ao xadrez clássico. Cada tipo de peça é representado por um personagem à escolha do jogador. Assim como no xadrez normal, a quantidade e o movimento de cada peça são determinados por sua classificação. O jogo só pode terminar quando um jogador pegar o 'Campeão' do outro time (ou Rei no xadrez tradicional). A maior diferença é que todas as tentativas de tomar um quadrado são literalmente contestadas. Os jogadores se envolverão em uma rodada de luta, com o vencedor levando o quadrado.
Todos os personagens desbloqueados podem ser usados neste minijogo. A saúde e a força ofensiva das peças em situações de combate são determinadas por sua classificação. Existem dois quadrados designados que aumentam as habilidades de toda a equipe enquanto estão ocupados. Ambas as equipes podem transformar discretamente um quadrado em uma armadilha mortal, que mata instantaneamente qualquer peça do oponente que pisar nele. Ambas as equipes têm dois 'Feiticeiros' que podem lançar um feitiço em vez de se mover. Os feitiços podem ressuscitar, mover ou matar personagens de classificação inferior. Cada feitiço só pode ser usado uma vez.

### Puzzle Kombat
"Puzzle Kombat" é um jogo de quebra-cabeça semelhante ao Super Puzzle Fighter II Turbo. Possui versões em miniatura dos personagens de MK que atacam uns aos outros assim que um jogador ganha uma vantagem no jogo. Os jogadores devem vencer duas rodadas para vencer. O jogo para um jogador tem um formato de escada como no modo Arcade.
Os jogadores supervisionam uma grade constantemente preenchida com blocos. Os blocos caem aos pares e podem ser girados e movidos pelo jogador até aterrissar. Um jogador perde se os blocos atingirem o topo de sua grade. Se um logotipo colorido tocar um bloco da mesma cor, todos os blocos conectados da mesma cor desaparecerão. As bombas removerão todos os blocos da mesma cor daquele em que tocam. A remoção de blocos fará com que o mesmo número seja adicionado à grade do oponente, mas suas cores serão variadas.
Existem 12 personagens jogáveis, cada um com um movimento especial único que pode ser usado quando o medidor 'Especial' estiver cheio. Eles dão uma vantagem ao jogador ou atrapalham o oponente. As lâminas de Baraka removerá todos os blocos nas bordas de sua grade. O "invisible" de Kenshi tornará brevemente todos os blocos na grade do oponente invisíveis, tornando a correspondência muito mais difícil.

## História
O Deus do trovão Raiden e seus guerreiros da Terra falharam ao tentarem impedir a Aliança Mortal de Quan Chi e Shang Tsung, durante a tentativa de ressuscitar o exército mumificado do Rei Dragão Onaga. A Aliança Mortal derrotou Raiden. Com o campeão do Mortal Kombat Liu Kang morto e não tendo mais nenhum obstáculo em seu caminho, Quan Chi e Shang Tsung se enfrentaram pela posse do amuleto de Shinnok, deixando claramente a traição por parte dos dois. Quan Chi sai vitorioso, mas nesse momento, Onaga, o Rei Dragão e antigo imperador de Outworld está de volta para reivindicar seu trono, o que lhe foi tirado por Shao Kahn muito tempo antes. Quan Chi e Shang Tsung tentam detê-lo e Raiden, em um ato de desespero, se une a eles para derrota-lo mas é em vão. Raiden fez a única coisa que pôde: Liberou sua essência divina como sacrifício em um poderoso ataque que matou Quan Chi, Shang Tsung e todos que estavam nas redondezas em uma explosão de energia, mas não fez nenhum efeito em Onaga. Agora, Onaga tem o amuleto de Shinnok e os seis kamidogus criado pelos deuses anciãos, com a infeliz e confusa ajuda do protagonista do game, Shujinko. Com o amuleto de Shinnok, Onaga tem poder o suficiente para governar e sobrepor todos os outros reinos ao seu domínio.
Raiden é punido pelos deuses anciãos e é condenado a vagar como um Deus caído e corrompido.

## Personagens
No total, 26 personagens aparecem no jogo, com dezessete retornando e nove fazendo sua estreia na série. Apenas um personagem (o chefe Onaga) não pode ser jogado.
Recorrentes
- Baraka – General dos tarkatanos ao qual Onaga é o novo mestre.
- Bo' Rai Cho – Mestre e grande mentor de Liu Kang, Li Mei e Shujinko. Treinou vários guerreiros da terra, apesar de ter origem em Outworld.
- Ermac – Ermac é um punhado de almas que foi criado por Shao Kahn para ser mais um de seus assassinos. Após a queda de Kahn, Ermac obteve livre arbítrio com a ajuda de Kenshi, agora tenta ajudar a alma do já falecido Liu Kang para compensar tudo o que fez enquanto estava sob o controle de Shao Kahn.
- Jade – Jade é a melhor guerreira edeniana ainda fiel à rainha Sindel. Após libertar a rainha, ela busca um modo de ajudá-la a livrar Kitana e Edenia de Onaga.
- Kabal – Kabal estava a beira da morte após ser derrotado por Mavado, mas foi salvo por Havik. Inspirado por Havik, Kabal voltou para o clã Dragão Negro e recrutou habilidosos guerreiros para uma tarefa dada por Havik.
- Kenshi – Um espadachin cego que buscava vingança contra Shang Tsung. Kenshi foi derrotado por Mavado, mas foi salvo da morte pelo Lin Kuei Sub-Zero. Ao saber da morte do feiticeiro, ele e Sub-Zero buscam um caminho de volta à Terra.
- Li Mei – Uma jovem guerreira cuja alma foi salva por seu mestre, Bo' Rai Cho, depois de presa em um dos soldados de Onaga.
- Liu Kang – Protetor da Terra e primeiro campeão do Mortal Kombat, Liu Kang foi uma das primeiras vítimas da Aliança Mortal, sendo morto por Shang Tsung e perdendo sua alma para o mesmo. Após a morte de Shang Tsung, a alma de Liu Kang estava livre para subir aos céus, mas Liu Kang resolveu permanecer para ajudar seus amigos em Outworld e deter seu próprio corpo que havia sido reanimado como zumbi por um Raiden corrompido, o corpo zumbificado de Liu Kang passou a ser uma ferramenta de destruição.
- Nightwolf – Guerreiro xamã indígena que age como "Devorador de Pecados" da sua dizimada tribo. Tem um plano para matar Onaga, mesmo que tenha que ir até ao Submundo.
- Mileena – O clone de Kitana, que se passa por ela, e comanda as tropas de Kitana conforme as ordens que recebe de Onaga.
- Raiden – Deus do Trovão, regenerado e punido pelos deuses após o seu sacrifício na luta contra Onaga, mas ficou visivelmente corrompido e fora de si.
- Scorpion – Espectro infernal e campeão dos Deuses Anciões, libertado do Soulnado pelos Deuses em troca da ressureição de seu clã Shirai Ryu, foi enviado à Outworld para destruir Onaga, mas entra em atrito com o protagonista Shujinko, que se dizia ser o verdadeiro campeão.
- Sindel – Rainha de Edenia. Está atrás de Onaga para libertar sua filha Kitana de seu controle.
- Sub-Zero – O Grande Mestre do clã Lin Kuei. Sub-Zero procurava em Outworld um lugar para sepultar Frost, que havia sido consumida pelos poderes do medalhão do Dragão, até achar ruínas de uma raça de guerreiros criomantes capazes de manipular gelo. Sub-Zero concluiu que ambos Frost e ele são seus descendentes e então sepultou Frost e adotou uma armadura pertencida à sua recém-descoberta herança.
- Tanya – Traidora de Edenia que agora serve a Onaga.
- Goro – Agonizando até a morte em um campo de batalha, é salvo por Shao Kahn em um ato nobre. Agora, quer ajudar seu antigo mestre a retomar o poder.
- Shao Kahn – Vivo, mas enfraquecido, usa a ajuda de Goro para recuperar o trono de Outworld.

Novos
- Ashrah – Possui uma espada mágica chamada Kris e está destinada a usá-la para matar Noob Saibot e obter sua completa purificação. Ela é um demônio de Netherrealm, mas sua forma verdadeira nunca foi mostrada.
- Hotaru – Clérigo da Ordem, em Seido (Reino da Ordem), ele e seus homens passam a servir Onaga em Outworld.
- Dairou – Mercénario contratado por Darrius para matar Hotaru.
- Darrius – Mercenário líder da Resistência em Seido, o Reino da Ordem.
- Havik – Clérigo do Caos que salvou Kabal da morte; seu objetivo é impor o caos em todos os reinos.
- Kira – Primeira recruta do novo clã Dragão Negro, de Kabal.
- Kobra – Desde criança desejando lutas em que pudesse realmente ferir o adversário, escolhia criminosos para justificar seus atos. Agora faz parte da Dragão Negro, de Kabal, sendo companheiro de Kira.
- Shujinko – Protagonista do jogo. Shujinko cresceu numa vila no Plano Terreno, treinado pelo grande mestre Bo' Rai Cho – que também treinou Liu Kang –, até ser encontrado por Damashi, uma alma que diz servir os Deuses Ancestrais. Damashi o envia a uma missão que toma grande parte de sua vida, na qual ele deve reunir todos os kamidogus para ele, o que é retratado no modo Konquest do jogo.

Sub-Chefe
- Noob-Smoke – Noob Saibot vasculhou a fortaleza abandonada de Shao Kahn e encontrou o cyber-ninja Smoke danificado e desativado. Agora, eles formaram uma nova aliança que desejam formar um exército de Cyber-Demônios e dominar o Submundo.

Chefe
- Onaga – Novo para série, Onaga, o Rei Dragão, era o antigo imperador de Outworld até que foi morto e envenenado por seu conselheiro Shao Kahn. Após seu assassinato, seus sacerdotes colocaram sua alma em um ovo de dragão. Após o ovo ser totalmente chocado por Blaze, a alma de Onaga encontrou um hospedeiro perfeito no corpo de Reptile. Através de Shujinko, Onaga reúne os seis kamidogus, ferramentas criadas pelos Deuses Anciões para exterminar o One Being (Ser Único) e volta a governar o reino. Agora, ele quer unificar os kamidogus para obter o poder supremo.

A versão de GameCube tinha mais dois personagens jogáveis: o subchefe do Mortal Kombat original, Goro, e Shao Kahn, o chefe final dos títulos de MK digitalizados anteriores; pensava-se que ambos haviam perecido no prólogo de Mortal Kombat: Deadly Alliance. A versão para PlayStation Portable também tinha os personagens da versão para GameCube e tinha mais quatro personagens — Blaze, Frost, Jax e Kitana — retirados diretamente de Deadly Alliance.
Vários dos personagens que retornam foram redesenhados e receberam novos movimentos, como Liu Kang, que reaparece como um zumbi. Os redesenhos de personagens foram geralmente bem aceitos, principalmente no caso de Sub-Zero. Mais uma vez parecendo jovem em vez de sua representação como um septuagenário em Deadly Alliance, Sub-Zero ostentava um conjunto de armadura de "grão-mestre" que costumava ser comparado a Shredder da franquia Teenage Mutant Ninja Turtles. Scorpion foi redesenhado para se assemelhar a um visual ninja mais clássico, enquanto personagens como Ermac receberam uma reforma considerável da tarifa ninja padrão de troca de paleta, oferecendo uma aparência mais feiticeira.

## Desenvolvimento
O co-criador de Mortal Kombat, Ed Boon, queria que Deception fosse um jogo de luta imprevisível que desse aos jogadores novos recursos "que eles nunca poderiam imaginar". Para fazer isso, a equipe da Midway ouviu os fãs em quadros de avisos para saber no que trabalhar para Deception, como os personagens jogáveis. Querendo surpreender os fãs e tornar o jogo mais profundo, eles adicionaram os minijogos de quebra-cabeça e xadrez (o minijogo de xadrez havia sido considerado primeiro para Deadly Alliance, mas os desenvolvedores não tiveram tempo de implementá-lo). Boon e John Podlasek supervisionaram a equipe, que foi dividida em equipes para trabalhar em diferentes áreas do jogo. Uma de suas preocupações era manter o clima tradicional do MK, pois eles queriam que a violência do jogo o tornasse um jogo de luta mais realista, ao invés de "um simulador de luta".
As aparências dos personagens foram melhoradas para tornar seus movimentos "mais responsivos" ao comando do jogador. Eles também queriam trazer de volta vários personagens que sentiram que estavam ausentes por muito tempo - incluindo Sindel, Nightwolf, Baraka e Mileena. Os combos dos personagens foram redesenhados para serem distintos, de modo que fossem mais importantes; como Boon observou, eles eram necessários para qualquer movimento que o jogador usasse para infligir mais dano ao oponente. A equipe da Midway se concentrou nos designs e funções dos cenários, querendo torná-los tão influentes no resultado da batalha quanto a luta entre os personagens.
Por causa da demanda popular e recepção favorável de Deadly Alliance, o número de golpes finais, conhecidos como Fatalities, aumentou para dois por personagem. Os Fatalities foram desenvolvidos por um grupo de animadores liderados por Carlos Pesina; eles descreveram comicamente o Fatality de Mileena, no qual ela come o pescoço dos oponentes, como o mais perturbador devido à forma como seus "movimentos sensuais" são modelados a partir de Pesina. Os movimentos Hara-Kiri foram adicionados para permitir que os perdedores também realizassem um movimento final, criando uma corrida entre os dois jogadores. As Death Traps (armadilhas mortais), que deveriam ser introduzidas no jogo anterior, foram adicionadas para dar mais estratégia ao combate, bem como para dar mais chances aos jogadores de vencer uma luta se estiverem em desvantagem. O jogo foi originalmente concebido para ter outros novos movimentos de finalização, como torturas e queda de penhascos semelhantes aos Fatalities.
Uma das principais características de Deception era a ênfase na jogabilidade online, que ainda não havia se tornado comum para jogos de luta de console. Uma equipe de engenheiros levou quase um ano inteiro para decidir se o recurso era viável. A equipe de MK concentrou suas energias exclusivamente em plataformas que tinham forte funcionalidade online disponível para o consumidor final; isso levou a um foco maior nas versões de PlayStation 2 e Xbox. Como os jogos do GameCube exigem alguma reengenharia em comparação com as outras plataformas durante a portabilidade, foi decidido excluir o GameCube do trabalho da equipe até que os obstáculos fossem eliminados. Algum tempo depois do lançamento do jogo, Boon comentou que estava desapontado com o fato de a versão do GameCube não apresentar jogabilidade online, pois ele a considerava "a melhor do ramo".
Os detalhes sobre o jogo foram confirmados pela primeira vez ao público em geral na edição de maio de 2003 da PlayStation: The Official Magazine, na qual o jogo se chamava "Mortal Kombat VI", e um modo online foi confirmado. Em 6 de fevereiro de 2004, a Midway registrou os nomes de domínio mkdeception.com e mortalkombatdeception.com. Quando a Midway Entertainment foi questionada se Mortal Kombat: Deception era o título oficial, os desenvolvedores não deram respostas na época. Mais tarde naquele mês, a Midway lançou o primeiro trailer do jogo, confirmando este título.

## Lançamento
Mortal Kombat: Deception foi lançado para PlayStation 2 (PS2) e Xbox na América do Norte em 4 de outubro de 2004, e em territórios PAL em 19 de novembro de 2004. Enquanto o jogo é conhecido como Mortal Kombat: Mystification na França, outros países não mudaram seu nome original. Uma versão para GameCube foi posteriormente lançada exclusivamente na América do Norte em 28 de fevereiro de 2005.
Duas versões foram lançadas para os consoles PlayStation 2 e Xbox: a edição padrão para ambos os sistemas, um "Premium Pack" para PS2 e a "Kollector's Edition" para Xbox. O "Premium Pack" e a "Kollector's Edition" incluem um cartão e um disco bônus contendo uma história de Mortal Kombat, várias biografias em vídeo de personagens e uma versão Arcade do Mortal Kombat original de 1992. A arte da capa da versão do Xbox apresenta Scorpion, Raiden, Baraka ou Mileena, enquanto a versão do PS2 usa o personagem Sub-Zero.
Em outubro de 2005, o jogo foi redistribuído como um título Platinum Hits no Xbox e como um título Greatest Hits no PS2, vindo em uma nova embalagem e vendido por um preço com desconto. Deception também está incluído junto com Mortal Kombat: Shaolin Monks e Mortal Kombat: Armageddon na compilação Mortal Kombat Kollection, que foi lançado em 29 de setembro de 2008 para o PS2.

## Mortal Kombat: Unchained
Mortal Kombat: Unchained é o título da versão PlayStation Portable de Mortal Kombat: Deception, desenvolvido pela Just Games Interactive. Unchained denota sua portabilidade livre de cabos. O jogo foi lançado em 13 de novembro de 2006, na América do Norte; 24 de novembro de 2006, na Europa; e 9 de dezembro de 2006, na Austrália.
Unchained inclui todos os personagens da versão de GameCube, e mais quatro personagens — Blaze, Frost, Jax e Kitana — de Mortal Kombat: Deadly Alliance que são exclusivos da versão de PSP. Três dos quatro personagens têm apenas um Fatality e nenhum Hara-kiri em contraste com os outros personagens, provavelmente porque isso era tudo que eles tinham em Deadly Alliance. Exclusivo para a versão Unchained é o modo "Endurance", onde os jogadores podem competir contra uma onda constante de adversários. A rede ad hoc sem fio do sistema de funcionalidade pode ser usada para jogos multijogador. Personagens que permanecem ocultos nas outras versões aparecem desbloqueados por padrão em Unchained; o produtor Shaun Himmerick explicou que a equipe queria mostrar aos jogadores personagens que eram difíceis de obter em Deception, como Liu Kang. Embora a Midway não tenha desenvolvido o jogo, eles ajudaram a Just Games Interactives no desenvolvimento de Unchained.

## Recepção
Durante sua semana de lançamento, Mortal Kombat: Deception vendeu um milhão de unidades, superando as vendas do título do MK anterior e tornando-se o jogo de venda mais rápida na história da Midway. Um ano depois, o jogo vendeu 1,9 milhão de unidades em todo o mundo.
Antes do lançamento do jogo, a GameSpot nomeou-o o melhor jogo de luta da E3 2004. Também foi o vencedor do GameSpot Top Spike TV Video Game Awards de 2004 na categoria de melhor jogo de luta. Em "Melhores e Piores de 2004" da GameSpot, Deception recebeu o prêmio de melhor jogo de luta. A versão para PlayStation 2 foi vice-campeã no PS2 Best of 2004 Awards da IGN na categoria de "melhor jogo de luta" e ganhou a "Escolha dos Leitores". Em 1º de fevereiro de 2005, Deception recebeu o prêmio de jogo de luta do ano no 8º Annual Interactive Achievements Awards. Deception foi nomeado para o prêmio "Game…Sequel Fighting" pela National Academy of Video Game Trade Reviewers, mas perdeu para Dead or Alive Ultimate. No Ebook Guinness World Records Gamer's Edition 2015, o jogo foi reconhecido por ser o primeiro jogo de luta a receber um modo online.

### Crítica
No Metacritic teve 81 críticas favoráveis em 100 para as versões PlayStation 2 e Xbox; a versão GameCube recebeu 77 críticas favoráveis. Ganhou o prêmio de "Melhor Jogo de Luta" da GameSpot em 2004.
Louis Bedigian da GameZone elogiou a interação com as fases como uma das melhores partes do jogo, comentando que agrega mais estratégia ao combate. Ele elogiou o retorno dos "personagens clássicos", comentando sobre seus novos designs e como seus ataques são diferentes. Jeremy Dunham da IGN escreveu que era o melhor jogo da série Mortal Kombat. Ele também afirmou que a remoção dos botões de movimentos especiais, que causavam muito dano ao oponente, foi uma das melhores decisões do desenvolvedor. Com os movimentos especiais removidos das lutas e a adição de Breakers, os jogadores agora podem interromper qualquer combo. No entanto, ele chamou os designs de personagens em Deception de "robóticos" em comparação com outros jogos de luta, como a série Dead or Alive ou Virtua Fighter 4. A trilha sonora também foi criticada por ter "efeitos sonoros básicos". Greg Kasavin da GameSpot comentou que as lutas foram altamente aprimoradas com a adição de novos estilos de luta que: "é claramente inspirado em filmes de kung fu". Embora tenha afirmado que as lutas não eram perfeitas e notado que poderiam terminar em poucos segundos devido à interação com as arenas, ele gostou de como alguns movimentos pareciam dolorosos e engraçados. Dale Nardozzi, do TeamXbox, elogiou as animações e movimentos dos personagens, acrescentando que a trilha sonora: "dá o tom perfeito para seus básicos, estripações, decapitações e empalamentos."
O Modo Konquest recebeu opiniões mistas. Dunham gostou de como o Modo Konquest explica o enredo do jogo. Por outro lado, Kasavin comentou que o Modo Konquest "é o ponto fraco do jogo" e o descreveu como "feio", sem boa dublagem e gráficos. No entanto, ele notou que um dos "poucos toques legais" no Konquest era "bater em quem você quiser". Ele acrescentou que o modo deveria ser concluído se ele quisesse desbloquear os personagens. Bedigian reclamou que o Konquest é a maior falha do jogo, criticando o enredo, os treinamentos e a dublagem. No entanto, Nardozzi achou os minijogos muito divertidos se jogados online.
Em contraste com as versões Xbox e PS2, o porte de GameCube recebeu pontuações mais baixas das publicações. Foi criticado pela falta de um modo online e qualidade de imagem pixelizada nos vídeos e cenas desbloqueáveis, embora a 1UP.com ainda o elogiasse. Embora a adição de Goro e Shao Kahn tenha sido bem recebida, a GameSpot opinou que os outros portes eram melhores, ao mesmo tempo em que comentou sobre a aparência de Goro, que parece "anêmica".
Em sua análise, Miguel Lopez, da GameSpy, escreveu que a versão do GameCube "está longe de ser a melhor versão do jogo" e aconselhou os jogadores a usarem outra plataforma para jogar.
Mortal Kombat: Unchained recebeu uma média de 70 de 14 avaliações do Metacritic. Jeff Haynes da IGN mencionou problemas com os controles e criticou os longos tempos de carregamento.